# (7997) 1985 CN1
(7997) 1985 CN1 là một tiểu hành tinh vành đai chính. Nó được phát hiện bởi Henri Debehogne tại Đài thiên văn La Silla ở Chile ngày 13 tháng 2 năm 1985.